# Sofía Bassi
Sofía Bassi (13 de julio de 1913 – 11 de septiembre de 1998) fue una pintora, muralista y escritora mexicana destacada por ser una artista autodidacta de estilo surrealista, al igual que su vida que incluyen cuatro años y medio en prisión por el delito de asesinato. Mantuvo una carrera activa a pesar de estar encarcelada, y pintó su primer mural dentro de la prisión en Acapulco, con el apoyo de Alberto Gironella, José Luis Cuevas, Rafael Coronel y Francisco Corzas. Este mural se encuentra en el Palacio Municipal de Acapulco.

## Vida
Bassi nació el 13 de julio de 1913 en Ciudad Camerino Mendoza, Veracruz, un pueblo nombrado así en honor de su tío, quien participó en la Revolución Mexicana.  Su verdadero nombre fue Sofía Celorio Mendoza, pero lo cambió para fines artísticos.
Sofía se casó dos veces. Su primer matrimonio fue cuando era muy joven con el aristócrata belga Hadelin Diericx, tuvieron dos hijos, Hadelin y Claire Diericx. Su segundo matrimonio fue con Gianfranco Bassi, de familia noble mexicana. Con este matrimonio tuvo a su tercer hijo, Franco.
En 1968, se entregó a la policía y fue encarcelada por el asesinato del Conde Cesare D’Acquarone, el esposo de su hija Claire.  En su declaración oficial ella argumentó que fue un accidente. Cumplió una condena de cuatro años y medio en la prisión bajo los privilegios como una celda construida para ella con aire acondicionado y teléfono, comida que recibía del exterior y poder pintar en su celda, para 1972 fue liberada. Sin embargo, Bassi continuó pintando como fue su primer mural, realizado en una pared de la prisión con la colaboración de Rafael Coronel, Francisco Corzas, José Luis Cuevas y Alberto Gironella. Muchos de sus otros trabajos se publicaron en el libro 100 obras de Sofía Bassi realizadas en la cárcel, mientras ella se encontraba en prisión. Ella escribió un libro Prohibido pronunciar su nombre acerca del episodio en 1978. A la muerte del Conde, Claire, la hija de Bassi, mantuvo por decisión legal el título nobiliario y se quedó con la herencia de su difunto esposo.
Más tarde trabajó como miembro del World Human Rights Committee, en Nueva York. En 1991, recibió una medalla de parte del gobierno mexicano por su trabajo con personas mayores.

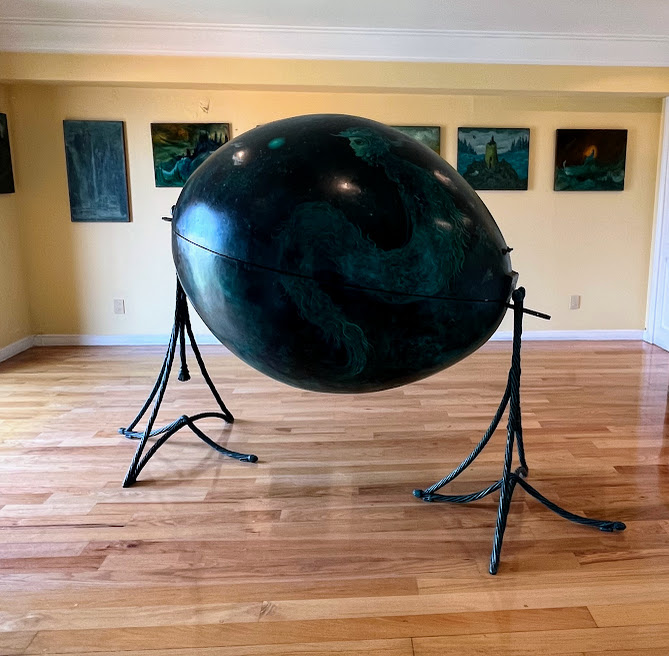
Ovosarcófago

Vivió en Lomas de Chapultepec, y siguió pintando y escribiendo hasta su muerte. Doce años antes de su muerte, diseñó y pintó en fibra de vidrio Ovosarcófago, que se utilizó para su funeral. Ella consideró el huevo como una señal de fertilidad y renacimiento, una imagen de muchas apariciones en pinturas que hizo para la NASA.  En 1998, Bassi murió a causa de un infarto al miocardio, a la edad de 85 años. Sus restos se cremaron en el Panteón Español y se depositaron en la Capilla de la Paz, en Acapulco, debajo de una cruz que, diseñada por el arquitecto Ricardo Legorreta, da vista a la bahía.

## Carrera
Bassi empezó por ella misma a pintar, con el apoyo de su esposo. Estudió en 1964 filosofía en la Universidad Nacional Autónoma de México por dos años.A pesar de su inclinación por una formación académica, su carrera artística tomó un rumbo autodidacta, influida por el consejo de un director de escuela de arte, quien le dijo: "señora, usted ya es artista, no pierda el tiempo en clases, póngase a pintar". Así, comenzó su carrera en la pintura a la edad de 51 años.
La información real del número de exposiciones individuales o colectivas es incierta ya que no existe un archivo claro acerca de su participación, se cree que tuvo alrededor de 90 exhibiciones individuales y participó en 165 exposiciones.  Su primera exhibición fue en la Galería Plástica y “Lys Gallery”, en Nueva York, un año después de haber empezado a pintar. A partir de su primera exposición, se presentó en México, Estados Unidos, Europa y África. Algunas de sus exhibiciones más importantes fueron las de La Maison de L’Amerique Latine, en París, del Museo Selma Lagerlöf de Estocolmo, del Museo de Arte de Tel Aviv y de la Galería de la Presidencia de la República, en la Ciudad de México.
Pintó tres murales durante su vida. El primero lo realizó estando en la prisión de Acapulco Mural a tres manos, 1969, Sofía Bassi “La Calumnia”, en colaboración con Alberto Gironella “El Suplicio”, José Luis Cuevas “La Justicia”, Rafael Coronel “La Jaula” y Francisco Corzas “Un pintor protegiendo a su modelo”, la prisión se convirtió en una secundaria, y el mural se restauró y se trasladó al Palacio Municipal de Acapulco, para su preservación. El mural "Primero mi patria, luego mi vida" 1970 ELC de Sofía Bassi, realizado en mosaico veneciano, es una obra destacada que celebra la identidad y el patriotismo. Su último mural, de 1993, es “Sabiduría es la paz”, el cual se halla en el vestíbulo de la biblioteca Antonio Caso de la H. Facultad de Derecho de la Universidad Nacional Autónoma de México, UNAM.
Después de los primeros viajes a la Luna por parte de la NASA, la invitaron a crear un trabajo para conmemorar sus logros, resultado de lo cual fue su trabajo "Viaje espacial", que dio a conocer el astronauta Michael Collins.
Además de su esfuerzo, colaboró con artistas como Asger Jorn, Alberto Gironella y Hadelin Dieriex. En 1970, creó el escenario de trabajo para Adriano VII, y en 1976 pintó el muro de separación del escenario principal del Teatro de las Américas Unidas, en la Ciudad de México. En 1971, el trabajo de la artista participó dentro de una película de cine comercial. “Trampa para una niña”, que es una película dirigida por Ismael Rodríguez, está dedicada a la artista y utilizó varias de sus pinturas (como “Eclosión”, “La voz del silencio” o “Juicio Somero”) como parte de la escenografía de la cinta, así como para articular, a través de montaje, secuencias oníricas, cercanas a escenarios inquietantes o de pesadilla.
En 1971, el trabajo de la artista participó dentro de una película de cine comercial. “Trampa para una niña”, que es una película dirigida por Ismael Rodríguez, está dedicada a la artista y utilizó varias de sus pinturas (como “Eclosión”, “La voz del silencio” o “Juicio Somero”) como parte de la escenografía de la cinta, así como para articular, a través de montaje, secuencias oníricas, cercanas a escenarios inquietantes o de pesadilla.
En 1974, su vida y 70 de sus mejores obras se incluyeron en el libro Los continentes del sueño, escrito por Salvador Elizondo y publicado en cinco idiomas.Influyó en un gran número de libros, entre ellos: “Obliteración”, de Rodolfo Usigli; “Cero en retórica”, de Alfonso Simón Pelegrí; “Un arcángel llamado Claire”, de Carlos Manuel Pellecer; “Don Q”, de José López Portillo.
Además de su trabajo artístico, también fue escritora. En 1966 publicó una novela titulada El color del aire, seguida de El hombre leyenda; Prohibido pronunciar su nombre, en 1978, y Alfolí, un libro de historias cortas escritas con la poeta Bertha Rosalía González Aragón. Dejó dos novelas sin publicar, después de su muerte.
También fue participante frecuente en mesas redondas, conferencias e hizo apariciones en radio y televisión, incluido su propio programa en la XEW, en donde se discutían temas artísticos y académicos.
Los reconocimientos que obtuvo Bassi incluyen la Cruz de la Orden de Malta, otorgada en 1967; “Prefetto di Terni Cup”, en la Competencia “San Valentino D’Oro”, en Italia en 1970; la Legión de Honor, en 1975, y la membresía en el Salón de la Plástica Mexicana. En 1988, el Polyforum Cultural Siqueiros presentó una exhibición retrospectiva en su honor.

## Estilo
Jean Michel Cropsal, en 1972,  calificó su trabajo como una “impresión mágica”, pero es más común clasificarlo por su estilo surrealista. Bassi describió el arte como un elixir que ella quería beber hasta el final de su carrera, para no morir.  Guillermo Tovar y de Teresa describe sus paisajes antropomórficos que representaban los continentes y ciudades perdidas, y algunas veces fue surrealista.